# Джо Гілл
Джо Гілл (англ. Joe Hill; справжнє ім'я — Джозеф Гіллстром Кінг; *4 червня 1972, Гермон) — американський письменник. Написав романи «Серцеподібна коробка», «Роги», «Різдвокрай» та «Пожежник», а також збірку коротких оповідань під назвою «Привиди 20-го століття». Син письменників Стівена Кінга та Табіти Кінг.

## Біографія
Народився 4 червня 1972 року у містечку Гермон, а виріс у Банґорі, штат Мен. Джо Гілл — псевдонім Джозефа Гіллстрома Кінга, сина Стівена Кінга та Табіти Кінг. У нього є старша сестра Наомі та молодший брат Оуен, який теж став письменником. У дитинстві Джозеф знявся в одній з ролей у фільмі «Калейдоскоп жахів» («Creepshow», 1982; режисер Джордж Ромеро). Він вивчав англійську словесність у коледжі Вассар, й зайнявся літературою майже одразу після його закінчення в 1995 році.

## Псевдонім
Джозеф Кінг обрав собі псевдонім коли були надруковані декілька його перших мейнстрімних та фентезійних оповідань. Бажаючи досягнути літературного успіху самостійно, не використовуючи ім'я батька, він узяв собі ім'я Джо Гілл. Воно водночас було й скороченням від його справжнього імені, й натякало на американського автора пісень Джо Гілла (1879—1915), що був активістом робочого руху та лівої профспілки Промислових робітників світу (Industrial Workers of the World), був несправедливо звинувачений у вбивстві та страчений у 1915 році. Після смерти Гілл став героєм народної пісні.

## Письменництво
Оповідання Джо Гілла друкувалися в багатьох журналах, серед яких «Subterranean Magazine», «Postscripts» та «The High Plains Literary Review», а також у різноманітних антологіях, у тому числі «The Mammoth Book of Best New Horror» (укладач Стівен Джонс) та «The Year's Best Fantasy and Horror» (укладачі Елен Детлоу, Келлі Лінк та Гейвін Ґрант).
Чотирнадцять оповідань Гілла увійшли до його дебютної збірки «Привиди двадцятого століття», що була опублікована малим накладом в англійському видавництві PS Publishing у 2005 році. Передмову до книги написав Крістофер Ґолден, сказавши в ній, що «творам Гілла властиві елегантність та делікатність, що нагадують нам про епоху, що пройшла, про Джоан Ейкен та Амброза Бірса, про Чарльза Бомонта, Річарда Матесона й Рода Серлінга…» Інші критики казали про близькість оповідань Гілла до творчости Келлі Лінк, відмічаючи, однак, їх традиційнішу спрямованість. Збірник був нагороджений «Bram Stoker Award» та «British Fantasy Award», а його автор у 2006 році отримав «William L. Crawford Award» як найкращий автор-дебютант, що пише у жанрі фентезі. Новела «Добровільне ув'язнення» була нагороджена «World Fantasy Award». «Краще, ніж удома» приніс автору «A. E. Coppard Long Fiction Prize». Оповідання «Чорний телефон» та «Почути, як співає сарана» були номіновані на «British Fantasy Award»-2005.
Після виходу цієї збірки справжнє ім'я автора вже мало для кого було секретом.
Дебютний роман Гілла «Коробка в формі серця» вийшов у США у лютому 2007 року (у Великій Британії — у березні 2007). Ще до виходу роману кінокомпанії «Warner Bros» купила права на його екранізацію. Відомо, що кіноадаптацією книги займається Том Пабст.
Видавництво «William Morrow» у лютому 2010 року випускає другий роман письменника під назвою «Роги», права на екранізацію роману вже купила компанія «Mandalay». За сюжетом 26-річний головний герой на похмілля виявляє, що у нього ростуть роги. Вони починають рости все пишніше, і герой поступово розуміє, що це пов'язано з нерозкритим убивством його дівчини.
Наразі Джозеф разом зі своєю дружиною мешкає в Новій Англії, та продовжує писати оповідання.

## Переклади українською
- Джо Гілл. Пожежник. Переклад з англійської: Євген Гірін. Київ: KM Books, 2017. 704 стор. ISBN 978-617-7489-78-7
- Джо Гілл, Ґабріель Родріґез. Ключі Локів. Том 1. Ласкаво просимо до Лавкрафта. Переклад з англійської: Не зазначено. Київ: Northern Lights, 2020. 174 стор. ISBN 978-504-0955-23-3
- Джо Гілл, Ґабріель Родріґез. Ключі Локів. Том 2. Ігри розуму. Переклад з англійської: Олександр Романюк. Київ: Northern Lights, 2021. 160 стор. ISBN 978-617-7984-09-1